# Pär Djoos
Pär Olov Johan Djoos, född 11 maj 1968 i Mora, är en svensk ishockeytränare och före detta ishockeyspelare som har Mora IK som moderklubb.
Han är far till ishockeyspelaren Christian Djoos.

## Spelarkarriär
Pär Djoos har spelat i Elitserien för Brynäs IF och Västra Frölunda HC, i Nationalliga A för HC Lugano, i AHL för Binghamton Rangers och Adirondack Red Wings och i NHL för Detroit Red Wings och New York Rangers.
Några av hans meriter är ett SM-guld med Brynäs IF från säsongen 1998/1999, ett VM-silver från 1990 och ett VM-brons från 1999.

## Tränarkarriär
Djoos var huvudtränare för Mora IK mellan 26 december 2007 och 7 februari 2008. Han var senare tränare för IF Sundsvall Hockey mellan 5 mars 2009 och 10 oktober 2011. Under säsongen 2011/2012, efter att själv fått lämna Sundsvall, tog Djoos över Mörrums GoIS IK i division 1. I december 2013 lämnade han det tränarjobbet.